# Bixaceae
A família Bixaceae está inclusa na ordem Malvales, e possui apenas 4 gêneros contendo 21 espécies no total. A família compreende algumas espécies de pequenas árvores concentradas originalmente na América Central e norte da América do Sul.

## Descrição
Árvores, arbustos ou ervas; ramos com mucilagem e/ou seiva de coloração amarelada a vermelhada-alaranjadada; sistema subterrâneo às vezes espessado.

### Folhas
Podem ser alternas, simples, inteiras, palmatilobada ou compostas, geralmente (3-)5-7(-9) segmentos, 2 estípulas, usualmente caducas. Inflorescências terminais panícula ou racemo, às vezes próximo ao solo; brácteas caducas.

### Flores
São hipóginas, bissexuais, actinomorfas ou zigomorfas; 5 sépalas, livres; 5 pétalas  livres, róseas, alvas ou amarelas; estames numerosos livres, anteras bitecas, deiscentes por fendas apicais ou poros, de forma elíptica ou em ferradura; ovário súpero, sincárpico, 2-5-carpelar, 3-5-locular; óvulos numerosos, placentação parietal ou parcialmente axial e parietal, estilete 1, estigma curtamente lobado ou indiviso.

### Frutos
Possuem cápsula loculicida; sementes numerosas, testa carnosa ou não, geralmente vermelho alaranjada  glabra, pilosa ou, mais frequentemente lanosa; endosperma amiláceo ou oleaginoso-córneo.

## Distribuição
A família possui membros de distribuição pantropical como o gênero Cochlospermum, encontrado nas regiões tropicais, enquanto o gênero Bixa encontra-se apenas na América tropical. Existem também gêneros como o Diegodendron que ocorre apenas em Madagascar, sendo endêmico da região.

### Ocorrência no Brasil
No Brasil ocorrem apenas 2 gêneros, Bixa e Cochlospermum, com aproximadamente 6 espécies nativas, sendo que nenhuma delas é endêmica. Os gêneros ocorrem em todos os Estados do país nos domínios fitogeográficos da Amazônia, Cerrado (limpo e lato sensu), Caatinga (stricto sensu), Mata Atlântica e Pantanal. Os tipos de vegetação nos quais são encontrados membros da família variam desde áreas antrópicas até Floresta Ombrófila, Savana Amazônica e Florestas Estacionais Deciduais e Semideciduais.

## Filogenia
A família Bixaceae está atualmente inserida na ordem Malvales, que tradicionalmente possuía apenas 4 famílias centrais no grupo (Bombacaceae, Malvaceae, Sterculiaceae e Tiliaceae), segundo a classificação de Dumortier (1829). Além de Bixaceae e as 4 famílias centrais a ordem Malvales inclui atualmente as famílias Cistaceae, Cochlospermaceae, Diptocarpaceae, Mutingiaceae, Neuradaceae, Sarcolaenaceae, Sphaerosepalaceae, Cytinaceae, Diegodendraceae e Thymelaeaceaee. Ocasionalmente as famílias Bixaceae, Cochlospermaceae e Diegodendraceae podem formar um clado em classificações distintas, e a inserção das 3 famílias na ordem Malvales é suportada por análises moleculares. Atualmente a classificação APG abriga as espécies de Bixaceae, Cochlospermaceae e Diegodondraceae em uma única família, convencionalmente chamada Bixaceae.
Existem controvérsias acerca da separação dos gêneros Cochlospermum e Amourexia em uma única família (Cochlospermaceae) ou sua junção ao gênero Bixa na família Bixaceae. Alguns autores como Fay et. al. (1998) incluem Bixaceae e Cochlospermaceae como grupos-irmãos um do outro em um clado que também inclui Diegodendraceae, porém outros autores como Savolainen et. al. (2000) propuseram um clado que inclui Cochlospermaceae e Sphaerosepalaceae como irmão do clado que inclui Bixaceae e Diegodendraceae, além de apontar os gêneros Bixa e Diegodendron mais proximamente aparentados entre si do que em relação a Cochlospermum.
Em geral, o parentesco da família Bixaceae e os gêneros que estão inseridos na mesma permanecem ainda pouco elucidados e necessitam de maiores revisões.

### Lista de Gêneros
A lista de Gêneros a seguir é baseada no site APWeb (2017) e The Plant List (2017):
Amoreuxia
Bixa
Cochlospermum
Diegodendron